# Molnträsket (sjö i Österbotten)
Molnträsket (finska: Pilvilampi) är en sjö i Finland. Den ligger i kommunen Vasa i landskapet Österbotten, i den västra delen av landet, 400 km nordväst om huvudstaden Helsingfors. Molnträsket ligger 8,6 meter över havet. I omgivningarna runt Molnträsket växer i huvudsak blandskog. Arean är 1,39 kvadratkilometer och strandlinjen är 16,51 kilometer lång. Sjön  ingår i Toby å huvudavrinningsområde. 